# 에뉘오

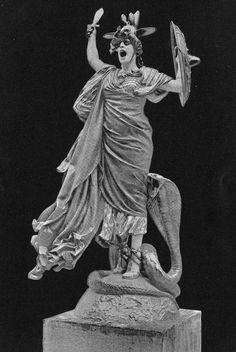

그리스 신화에서 에뉘오(Enyo, /ɪˈnaɪoʊ/; 고대 그리스어: Ἐνυώ Enuṓ[*])는 전쟁의 여신으로, 자주 군신 아레스와 관련된다. 로마 신화에서는 벨로나와 동일시되었다.
에뉘오는 또한 세 명의 회색 머리 자매들이 한 눈과 한 이를 공유하는 그라이아이 중 한 명의 이름이기도 하다.

## 이름
그녀의 이름은 기간테스 페르가몬 제단 프리즈의 코니스 중 하나에 다른 열네 명의 이름과 함께 보존되어 있을 수 있다.

## 숭배
테베 (그리스)와 오르코메노스에서 제우스, 데메테르, 아테나 그리고 에뉘오를 기리는 호몰로이아라는 축제가 에뉘오의 여사제 호몰로이스에서 호몰로이오스라는 별칭을 얻었다고 전해진다. 프락시텔레스의 아들들이 만든 에뉘오의 조각상이 아테나의 아레스 신전에 있었다.

## 묘사
에뉘오는 코인토스 스미르나이오스에 의해 "전쟁의 누이"(그리스어로 폴레모스)로 불리며, 이는 분쟁과 불화의 화신인 에리스 (신화)와 밀접하게 닮은 역할이며, 특히 호메로스는 이 둘을 동일하게 표현한다. 일부 신화에서는 그녀가 군신 에뉘알리오스의 어머니로도 식별되며, 이 신화들에서 아레스가 아버지로 지목되지만, 남성 이름 에뉘알리오스 또는 에뉘알리오스는 아레스의 칭호로도 사용될 수 있다.
전쟁의 여신으로서 에뉘오는 도시 파괴를 조율하는 책임이 있으며, 종종 아레스와 함께 전투에 나선다. 그녀는 "전쟁에서 최고"로 묘사된다. 그녀는 전쟁을 너무나 좋아하여 제우스와 괴물 티폰 간의 전투에서도 어느 편도 들지 않았다:
에리스(불화)는 난투전에서 티폰의 호위였고, 니케는 제우스를 전투로 이끌었다… 편향되지 않은 에뉘오는 제우스와 티폰 양측 사이에 동등한 균형을 유지했고, 벼락은 굉음을 내며 하늘에서 춤추듯 즐거워했다.
에뉘오는 테베에 대한 7인의 공격 전쟁과 디오니소스의 디오니소스전쟁에도 참여했다. 트로이의 몰락 동안, 에뉘오는 에리스(불화), 포보스(공포), 그리고 데이모스(두려움)와 함께 전쟁에서 공포와 유혈을 초래했는데, 이 후자 둘은 아레스의 아들들이었다. 그녀, 에리스, 그리고 아레스의 두 아들은 아킬레우스의 방패에 묘사되어 있다.

## 참고 문헌
- Grimal, Pierre, The Dictionary of Classical Mythology, Wiley-Blackwell, 1996. ISBN 978-0-631-20102-1. Internet Archive.
- 파우사니아스 (지리학자), Description of Greece with an English Translation by W.H.S. Jones, Litt.D., and H.A. Ormerod, M.A., in 4 Volumes. Cambridge, Massachusetts, Harvard University Press; London, William Heinemann Ltd. 1918. Online version at the Perseus Digital Library.
- 코인토스 스미르나이오스, Quintus Smyrnaeus: The Fall of Troy, Translator: A.S. Way; Harvard University Press, Cambridge MA, 1913. Internet Archive
- 윌리엄 스미스, Dictionary of Greek and Roman Biography and Mythology, London (1873). Online version at the Perseus Digital Library.
- Tripp, Edward, Crowell's Handbook of Classical Mythology, Thomas Y. Crowell Co; First edition (June 1970). ISBN 069022608X.
- Mitchell, Lucy M., "Sculptures of the Great Pergamon Altar" in The Century Magazine, 1883.